# Deáki Filep Sámuel (író)
Deáki Filep Sámuel (Kolozsvár, 1784. október 25. – Kolozsvár, 1855. október 22.) magyar drámaíró, operaénekes, műfordító, a Magyar Tudós Társaság – 1840 utáni nevén Magyar Tudományos Akadémia – levelező tagja (1831). Nevét hibásan írják Deáky Fülöp Sámuelnek.

## Életpályája
A kolozsvári református kollégiumban tanult, ahol szép hangja miatt már 14 évesen harmoniae praeses lett. Az énekhez már ekkor szenvedélyesen ragaszkodott. 1799-ben korai árvaságra jutott. Tanulmányai befejezése után 1804. augusztus 22-én a guberniumnál került írnoki állásba. 1808. június 18-án nőül vette Lukács Karolinát. 1810-ben a tartományi főszámvevőségnél napi díjnok lett. 1814-ben ugyanott járulnokká nevezték ki. 1816-ban az országos árvai számvevőséghez helyeztette magát át s ugyanabban az évben Puky László magyar királyi helytartó tanácsos és Erdélybe kiküldött biztos mellé segédje lett. 1826-ban számtiszti állásba került. A Magyar Tudományos Akadémia 1831. február 16-án levelező tagjává választotta. 1832-ben Pandora néven vállalkozást indított August Lafontaine regényeinek a kiadására, de nem aratott sikert. 1835 júliusában az erdélyi udvari kancelláriához helyezték, ezért Bécsbe költözött s csak 1852-ben mint nyugalmazott fogalmazó tért vissza családostól hazájába.
1826–31 között segédszerkesztő volt Pethe Ferenc mellett az Erdélyi Híradónál. Élete utolsó éveit angol és francia költők dalainak fordításával töltötte, melyekből az akkori Kolozsvári Hetilap közzé is tett.

## Műfordításai
- Sorel Ágnes opera (1821)
- Hell: Az ártatlannak sokat kel szenvedni, vígjáték
- Raoul, opera
- Bájital, Bellini operája
- Alvajáró, Bellini operája
- József és testvérei
- A párisi vizhordó (Bouilly-tól, zenéje Cherubinitől, először adatott Pesten 1842. nov. 26.)
- A fogoly, vígjáték. 1. felv. Kotzebue után (1809. jan. 13.)
- Coelina, vagy a titok gyermeke, színjáték 3 felv. Pixerecourt Gilbert után (1813. jan. 14.)
- Két szó, daljáték 2 felv. D'Alayrac után (1833. szept. 15.)
- Őrzőangyal, szomorújáték 5 felv. Pixerecourt és Castelli Ignácz után (1834. febr. 17.)
- Szinésznő szerelemből, vígjáték 1 felv. Kotzebue után (1835. aug. 19.)
- Vendégfogadó az arany naphoz, színjáték 5 felv. Clauren H. után (1835. szept. 10. és Miskolcon 1831. szept. 20.)
- Félben szakadt hangverseny, vígjáték 5 felv. Voss Gyula után (1836. febr. 2.)
- Bársony cipő, regényes színjáték. 5 felv. Birch-Pfeiffer Karolina után (1837. nov. 27. és Miskolcon 1832. dec. 15.)
- Mézeskalácsos Róza, 5 felv. nézőjáték, ford. (1838. jan. 24. és Miskolcon 1832. dec. 1.)
- Két árva, nézőjáték 2 felv. (Caignier)
- Király leány mint koldusnő, nj. 5 felv. (Raupach)
- Fogház (Benedix)
- A büntető lelkiismeret. Persiai mese Kotzebue után ford., megjelent a Téli estvék (Első hét. I. estve. Kolozsvár, 1814) c. vállalatban.
- A marhatartásról. Pilger Frigyes után ford. D. F. S. Pest. 1809.
- Az ifju Anacharsis utazása Görögországban. Barthelémy apátur után ford. Kolozsvár, 1820-21. Nyolc kötet. (Sógora Méhes Sámuel kolozsvári tanár adta ki, a vállalkozásba belebuktak. Ism. Tud. Gyűjt. 1821. X.)
- Raphael vagy a csendes élet. Lafontaine után ford. Buda, 1830. (Névtelenül.)
- Leontina. Román. Kotzebue után ford. Kolozsvár, 1831-32. Két kötet.
- Természet és szerelem. Lafontaine után fordította. Kolozsvár, 1832. (Pandora c. regénygyűjtemény 1.)
- Tinka vagy a férfi-próba. Lafontaine után ford. Kolozsvár, 1833. Két köt. (Pandora. 2. 3.)
- Ezer egy nap. Perzsa regék, ford. D. F. S. Kolozsvár, 1833-1844. Négy kötet.
- Bug Jargal. Hugo Victor után ford. Kolozsvár, 1837. (Külföldi Regénytár 1.)

Az általa fordított és kéziratban maradt színműveinek számát kétszázra teszik.

## Művei
- Hamupipőke, színmű
- Kéziratban maradt: A zenészetről (kész munka)
- René király leánya, svéd dráma jambusokban, melyből a Hölgyfutár (1855. 201-204. sz.) hozott mutatványt.